# Jakob Nüsperli
Jakob Nüsperli (* 5. Februar 1756 in Aarau; † 14. Dezember 1835 ebenda) war ein Schweizer evangelischer Theologe, Hauslehrer und Philanthrop.

## Leben und Werk
Jakob Nüsperli stammte aus einem alteingesessenen Aargauer Geschlecht. Sein Vater war Martin, ein Färbermeister und Mitglied des Rates. Seine Mutter war Salome, geborene Oelhafen.
Nüsperli besuchte die Stadtschule in Aarau und Brugg und studierte von 1770 bis 1779 Theologie in Bern. Während der Studienzeit wohnte er im Haus von Abraham Friedrich Mutach, den er als Hauslehrer unterrichtete. Nüsperli kehrte nach bestandenem Studium nach Aarau zurück und hatte nach einem Vikariat ab 1781 eine Anstellung in Kirchberg. In den Pfarrgemeinden Küttigen und Biberstein förderte Nüsperli besonders das Bildungswesen. So ersetzte er untaugliche Lehrkräfte und eröffnete Arbeitsschulen und eine Fabrikschule in Aarau. Nüsperli war stark von den Ideen Pestalozzis beeinflusst.
Am 20. März 1783 heiratete Nüsperli die Tochter eines Pfarrers aus Gränichen und hatte mit ihr sieben Kinder. Er war der Vater von Friedrich Nüsperli, der Grossvater von Edmund Nüsperli und der Schwiegervater von Heinrich Zschokke und Ernst August Evers.
Als zur Zeit der Helvetik auch der Aargau einen «Erziehungsrat» bekam, war Nüsperli ab 1798 dessen erster Präsident. Nüsperli erwarb auf eigene Rechnung das vor der Helvetik zu Bern gehörende Gut «Leuenmatt» in Rohrbach und legte eine Baumschule an. Entgegen kam ihm das Gesetz, wonach jeder, der heiratete, verpflichtet war, an seinem Wohnort auf Gemeindeland sechs Bäume, und jeder Vater, dem ein Kind geboren wurde, zwei Bäume zu pflanzen. Die Baumschule wurde bald in der ganzen Schweiz bekannt und versorgte sie mit Obstbäumen. Später kamen auch Zierbäume und Sträucher dazu. Nüsperli übergab später die Baumschule seinem dritten Schwiegersohn, dem aus Oberflachs stammenden Abraham Zimmermann.